# Joachim Fryderyk Bilicer

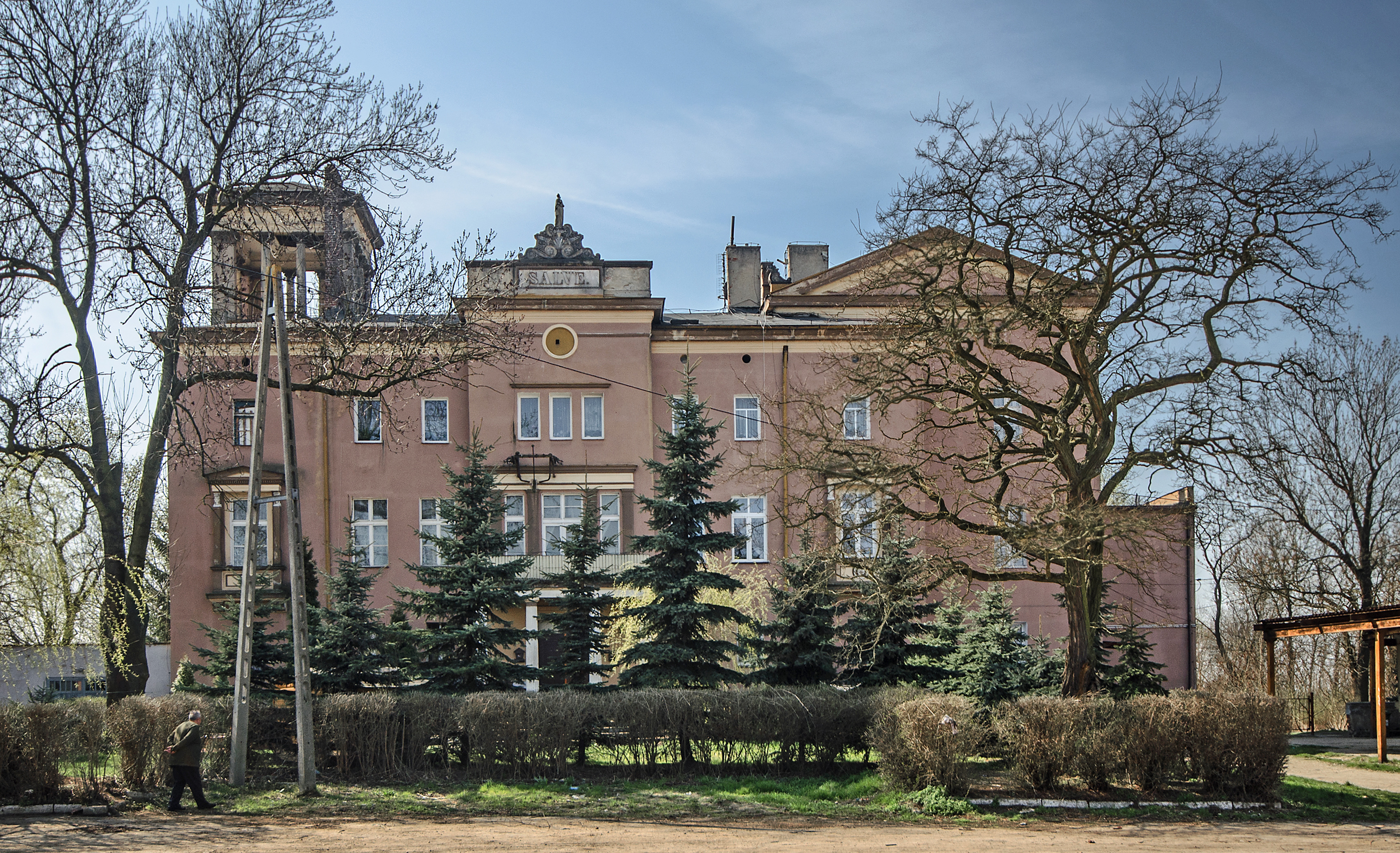
Pałac w Jakuszowie

Joachim Fryderyk Bilicer (ur. 1616, zm. 7 września 1645) – śląski szlachcic z rodu Bilicerów, kapitan-porucznik cesarskiego majestatu.

## Drzewo genealogiczne
| 4. Maciej Bilicer                    |  |                                      |  |  |                                         |
|                                      |  | 2. Adam Bilicer                      |  |  |                                         |
| 5. Rosina Heinrich (zm. 1634)        |  |                                      |  |  |                                         |
|                                      |  |                                      |  |  | 1. Joachim Fryderyk Bilicer (1616–1645) |
| 6. Johann Schmeiß von Ehrenpreisberg |  |                                      |  |  |                                         |
|                                      |  | 3. Helena Schmeiß von Ehrenpreisberg |  |  |                                         |
| 7. Maria Riedel von Löwenstern       |  |                                      |  |  |                                         |
|                                      |  |                                      |  |  |                                         |

## Życiorys
Pochodził z prudnickiego rodu Bilicerów. Jego ojcem był Adam Bilicer, syn burmistrza Prudnika Macieja Bilicera, a matką Helena Schmeiß von Ehrenpreisberg.
Był właścicielem Jakuszowa i Grzymalina. Zmarł 7 września 1645 roku. Został pochowany w Legnicy w katedrze Świętych Apostołów Piotra i Pawła.